# Bent Flyvbjerg
Bent Flyvbjerg es un geógrafo, planificador urbano y filósofo danés  que ha escrito extensamente sobre megaproyectos, poder y racionalidad en la toma de decisiones y en la filosofía  de las ciencias sociales. 
Actualmente tiene un cargo como profesor de planificación en la Universidad de Aalborg en Dinamarca. Además tiene el cargo de Presidente de Política de Infraestructura y Planificación en la Universidad Tecnológica de Delft, en los Países Bajos.
Entre sus libros se incluyen:
* Haciendo que las Ciencias sociales importen: Por qué falla la indagación social falla y cómo podría triunfar de nuevo
* Megaproyectos y Riesgo: Anatomía de la ambición (ISBN 0-521-00946-4)
* Poder y racionalidad: La democracia en práctica (ISBN 0-226-25451-8)
* Toma de decisiones en Mega-Proyectos: Análisis de costo-beneficio, planificación e innovación (ISBN 978-1-84542-737-5)
Un libro sobre la importancia del trabajo de Bent Flyvbjerg es; Haciendo que las Ciencias políticas importen. (ISBN 0-8147-4033-2) hecho por Sanford Schram y Brian Caterino, fue publicado en el 2006 (New York University Press).

## Logros
Bent Flyvbjerg ha desarrollado la metodología  de investigación llamada “ciencias sociales fronéticas” y ha empleado esta metodología en estudios de política y planificación urbana y en megaproyectos.
En 2005 Flyvbjerg identificó dos causas principales de políticas y manejos de desinformación: Representación defectuosa estratégica (mentir) y sesgo optimista o falacia optimista (optimismo de valoración). Flyvbjerg y sus asociados han desarrollado métodos para contener y controlar la información defectuosa enfocándose en mejoras en la contabilidad/responsabilidad y predicción por clase referencial. Estos métodos están siendo usados en la práctica en política urbana y planificación.
Bent Flyvbjerg fue hecho caballero en 2002.
- Datos: Q4890318